# Cornufer batantae
Espèce
Synonymes
- Platymantis batantae Zweifel, 1969

Statut de conservation UICN

 DD  : Données insuffisantes
Cornufer batantae est une espèce d'amphibiens de la famille des Ceratobatrachidae.

## Répartition
Cette espèce est endémique d'Indonésie. Elle se rencontre sur les îles de Batanta et de Waigeo au large de la côte ouest de la Papouasie occidentale.

## Description
La femelle holotype mesure 40,0 mm.

## Étymologie
Son nom d'espèce lui a été donné en référence à son lieu de découverte, l'île de Batanta.

## Publication originale
- Zweifel, 1969 : Frogs of the genus Platymantis (Ranidae) in New Guinea, with the description of a new species. American Museum Novitates, no 2374, p. 1-19 (texte intégral).